# Lawrence Terry
Lawrence Terry, Jr. (født 12. april 1946 i Concord, Massachusetts, USA) er en amerikansk tidligere roer.
Terry var med i USA's otter, der vandt sølv ved OL 1972 i München. Amerikanerne blev i finalen kun besejret af guldvinderne fra New Zealand, mens bronzemedaljen gik til Østtyskland. Den øvrige besætning i amerikanernes båd var Franklin Hobbs, Pete Raymond, Tim Mickelson, Gene Clapp, Bill Hobbs, Cleve Livingston, Mike Livingston og styrmand Paul Hoffman. Han deltog også ved OL 1968 i Mexico City, som del af amerikanernes firer med styrmand, der sluttede på femtepladsen.
Terry var, ligesom flere andre medlemmer af den amerikanske otter ved OL 1972, studerende på Harvard University.

## OL-medaljer
- 1972:  Sølv i otter